# Anna-Lena Grell
Anna-Lena Grell (* 24. Mai 1995 in Eutin) ist eine ehemalige deutsche Handballspielerin, die im Laufe ihrer Karriere für den Buxtehuder SV in der Bundesliga auflief.

## Karriere
Grell begann im Jahre 2001 in der Ballspielgruppe des TSV Ratekau. In Ratekau war sie Bestandteil einer erfolgreichen Jugendmannschaft, mit der sie mehrmals die Landesmeisterschaft gewann, 2012 den dritten Platz bei der deutschen B-Jugendmeisterschaft belegte sowie sich für die A-Jugend-Bundesliga qualifizierte. Nachdem die Linkshänderin in der Rückrunde der Saison 2013/14 zusätzlich mit einem Doppelspielrecht für die Damenmannschaft des ATSV Stockelsdorf aufgelaufen war, schloss sie sich in der darauffolgenden Spielzeit Stockelsdorf an. In der Oberligasaison 2014/15 erzielte sie insgesamt 84 Treffer für Stockelsdorf.
Grell unterschrieb 2015 einen Vertrag beim Bundesligisten Buxtehuder SV. Neben der Bundesligamannschaft lief sie zusätzlich beim Buxtehuder SV für die zweite Mannschaft in der 3. Liga auf. Grell bestritt insgesamt 20 Pflichtspiele für die 1. Damenmannschaft, in denen sie 2 Treffer erzielte. Im Sommer 2016 wechselte Grell zum Oberligisten SG Todesfelde/Leezen, für den sie bis 2021 aktiv war. Grell gab am 9. April 2022 ihr Comeback für die SG Todesfelde/Leezen. Im selben Jahr gewann sie mit der SG Todesfelde/Leezen die Oberligameisterschaft und stieg in die 3. Liga auf. Nach der Saison 2022/23 beendete sie ihre Karriere.
Grell gehörte der Landesauswahl des Handballverbands Schleswig-Holstein an. Später wurde sie für die DHB-Auswahl gesichtet.

### Erfolge
- C-Jugend-Landesmeisterschaft 2010[2]
- B-Jugend-Landesmeisterschaft 2011 und 2012[13][2]
- 3. Platz deutsche B-Jugendmeisterschaft 2012[2]

## Privates
Ihr Vater Heiko spielte Handball beim VfL Bad Schwartau, mit dem er 1986 in die 2. Bundesliga aufstieg. Ihr Bruder Jan leitet als Handballschiedsrichter Partien der Frauen-Bundesliga.